# Pięć diabłów
Pięć diabłów (fr. Les cinq diables) – francuski dramat filmowy z 2022 roku w reżyserii Léi Mysius. W głównych rolach wystąpiły Adèle Exarchopoulos i Sally Dramé. Film miał swoją premierę 23 maja 2022 roku w ramach sekcji „Quinzaine des réalisateurs” na 75. MFF w Cannes.

## Fabuła
Młoda dziewczynka, Vicky, ma niesamowity dar związany z umiejętnością odtwarzania i przechowywania w pamięci danych zapachów. Wyostrzony węch okazuje się jej przydatny podczas odkrywania losów swojej rodziny.

## Obsada
- Adèle Exarchopoulos jako Joanne Soler
- Swala Emati jako Julia Soler
- Sally Dramé jako Vicky Soler
- Moustapha Mbengue jako Jimmy Soler
- Patrick Bouchitey jako Jean Yvon
- Daphné Patakia jako Nadine
- Hugo Dillon jako Jeff

## Produkcja
Zdjęcia do filmu kręcono głównie we francuskim departamencie Isère (Le Bourg-d'Oisans, Vizille, Vaulnaveys-le-Haut), a także na basenie w Bondy (Sekwana-Saint-Denis).

## Odbiór

### Reakcja krytyków
Film spotkał się z pozytywną reakcją krytyków. W agregatorze recenzji Rotten Tomatoes 83% z 18 recenzji uznano za pozytywne, a średnia ocen wyniosła 6,8 na 10. Z kolei w agregatorze Metacritic średnia ważona ocen z 5 recenzji wyniosła 68 punktów na 100.

## Nagrody i nominacje
| Nagroda | Kategoria                  | Wynik     |
| ------- | -------------------------- | --------- |
| César   | Najlepsze efekty specjalne | nominacja |